# Сусак (Мали Лошињ)
Сусак је насељено место у саставу града Малог Лошиња у Приморско-горанској жупанији, Република Хрватска.

## Географија
Сусак се налази на истоименом острву Суску.

## Историја
До територијалне реорганизације у Хрватској насеље се налазило у саставу старе општине Црес-Лошињ.

## Становништво
На попису становништва 2011. године, Сусак је имао 151 становника.